# Apatania mongolica
Apatania mongolica là một loài Trichoptera trong họ Apataniidae. Chúng phân bố ở miền Cổ bắc.